# Phronia ochracea
Phronia ochracea är en tvåvingeart som först beskrevs av Santos Abreu 1920.  Phronia ochracea ingår i släktet Phronia och familjen svampmyggor.
Artens utbredningsområde är Kanarieöarna. Inga underarter finns listade i Catalogue of Life.